# Solveig Gulbrandsen
Solveig Ingersdatter Gulbrandsen (* 12. Januar 1981 in Oslo) ist eine norwegische Fußballspielerin. Mit insgesamt 183 Länderspielen hat sie hinter Hege Riise und vor Bente Nordby die zweitmeisten Länderspiele für Norwegen bestritten und erzielte 55 Tore, womit sie die fünftbeste norwegische Torschützin ist.

## Werdegang
Die Mittelfeldspielerin spielte von 1998 bis 2008 für Kolbotn IL und die norwegische Nationalmannschaft. Danach spielte sie von 2009 bis 2010 für Stabæk Fotball und zwischendurch zwei Spiele für FC Gold Pride in der WPS. Ab 2012 spielte sie für Vålerenga Oslo. 
Sie gehört zu den besten Spielerinnen ihres Landes. Am 17. Juni 1998 spielte sie erstmals für die norwegische Auswahl. Gegner war damals die deutsche Nationalmannschaft. Zwei Jahre später gewann sie bei den Olympischen Spielen in Sydney die Goldmedaille, wobei sie die jüngste Spielerin im norwegischen Kader war. 2008 nahm sie auch an den Olympischen Spielen in Peking teil, schied dort aber im Viertelfinale aus.  
Gulbrandsen nahm mit der A-Nationalmannschaft an den Europameisterschaften in Deutschland 2001, England 2005 und Finnland 2009 teil und kam auf bei diesen Turnieren auf zusammen 14 Einsätze. Dabei erreichte sie mit ihrer Mannschaft zweimal das Halbfinale und einmal das Finale, in denen sie jeweils an der deutschen Mannschaft scheiterte.
1999 (als jüngste Spielerin im norwegischen Kader), 2003 und 2007 nahm sie mit Norwegen an den WM-Turnieren in den USA und China teil und kam dort zu insgesamt 14 Einsätzen. Sie ist die jüngste norwegische Spielerin, der ein Tor bei einer Weltmeisterschaft gelang. Mit 18 Jahren und 162 Tagen erzielte sie 1999 beim 7:1-Sieg gegen Kanada als Einwechselspielerin in der 87. Minute den 7:1-Endstand.
An der Weltmeisterschaft 2011, bei der Norwegen erstmals in der Gruppenphase ausschied, nahm sie aufgrund ihrer zweiten Schwangerschaft nicht teil, nachdem sie noch entscheidenden Anteil an der Qualifikation hatte und im zweiten Playoff-Spiel gegen die Ukraine das 2:0 erzielte.
Nach zwei Jahren Pause kam sie am 15. und 19. September 2012 bei den EM-Qualifikationsspielen gegen Belgien und Island wieder zum Einsatz.
2013 nahm sie zum vierten Mal an der Endrunde der  Fußball-Europameisterschaft der Frauen teil. Trotz schlechter Ergebnisse der norwegischen Mannschaft in der Vorbereitung, die deshalb nicht zum Favoritenkreis gehörte, erreichte sie mit ihrer Mannschaft das Finale gegen Deutschland, verlor dabei aber mit 0:1. In der 61. Minute hielt die deutsche Torhüterin Nadine Angerer einen von ihr geschossenen Elfmeter, ebenso wie zuvor einen von Trine Rønning geschossenen Strafstoß. In der Gruppenphase konnte die norwegische Mannschaft dagegen mit 1:0 gegen Deutschland gewinnen und Deutschland damit die erste Niederlage bei einer EM-Endrunde nach 20 Jahren beibringen.
Am 26. Oktober 2013 erzielte sie  im WM-Qualifikationsspiel gegen Albanien ihr 50. Länderspieltor und ist damit fünftbeste Torschützin Norwegens.
Das Ligaspiel gegen Arna-Bjørnar am 2. November 2013 sollte ihr letztes Spiel sein, sie schloss aber ein erneutes Comeback nicht aus. In der Saison 2014 spielte sie dann erneut für Stabæk Fotball und ab der Saison 2015 für Kolbotn IL.
Gulbrandsen gehörte auch zum Kader für die WM 2015 in Kanada (nun als älteste Feldspielerin im norwegischen Kader) und nahm damit zum vierten Mal an einer WM teil. Sie wurde in allen vier Spielen eingesetzt. Im zweiten Gruppenspiel gegen Deutschland wurde sie aber erst beim Stand von 0:1 zur zweiten Halbzeit eingewechselt. Nachdem die Mannschaft in der ersten Halbzeit von den Deutschen dominiert wurde, konnte Norwegen nach ihrer Einwechslung das Spiel ausgeglichen gestalten und auch den Ausgleich erzielen. Gegen die Elfenbeinküste erzielte sie das Tor zum 3:0 (Endstand 3:1). Im Achtelfinale gegen England erzielte sie nach einer torlosen ersten Halbzeit das 1:0, das aber nicht verteidigt werden konnte, so dass Norwegen mit 1:2 verlor und ausschied. Es war ihr letztes Spiel für die Nationalmannschaft. Sie ist die Spielerin, die über den längsten Zeitraum für die norwegische Nationalmannschaft tätig war (17. Juni 1998 – 22. Juni 2015, 17 Jahre und 5 Tage).

## Erfolge
- Olympiasiegerin 2000
- Norwegische Meisterin 2002, 2005, 2006
- Torschützenkönigin der Toppserien 2003
- Vizeeuropameisterin 2005, 2013

## Auszeichnungen
- 2003: Wahl in das All-Star-Team der WM
- 2013: Wahl in das All-Star-Team der EM

## Sonstiges
Am 8. Juni 2006 brachte Solveig Gulbrandsen ihr erstes Kind zur Welt, einen Jungen namens Theodor. Gulbrandsen ist mit dem Co-Trainer von Kolbotn IL, Espen Andreassen, verheiratet. Am 19. Juni 2011 wurde ihre Tochter Lilly geboren.